# Andreea Grigore
Andreea Florentina Grigore (Bucareste, 11 de Abril de 1991) é uma ginasta romena que compete em provas de ginástica artística. Grigore faz parte da equipe romena que conquistou a medalha de bronze por equipes nos Jogos Olímpicos de 2008 em Pequim.